# En euforisk jul
En euforisk jul var en julkonsert av svenska sångerskan Loreen. Föreställningen spelades på Moriska Paviljongen i Malmö från den 26 november 2014 till 20 december 2014.

## Låtlista
1. Ave Maria
2. No Woman, No Cry
3. We Got the Power
4. Silent Night
5. Have Yourself a Merry Little Christmas
6. Everytime
7. My Heart is Refusing Me
8. Do We Even Matter
9. Euphoria

## Datum
| Datum            | Publik        | Intäkter |
| ---------------- | ------------- | -------- |
| 26 november 2014 | 7 200 / 7 200 | $254 393 |
| 27 november 2014 | 7 200 / 7 200 | $254 393 |
| 28 november 2014 | 7 200 / 7 200 | $254 393 |
| 3 december 2014  | 7 200 / 7 200 | $254 393 |
| 4 december 2014  | 7 200 / 7 200 | $254 393 |
| 5 december 2014  | 7 200 / 7 200 | $254 393 |
| 6 december 2014  | 7 200 / 7 200 | $254 393 |
| 9 december 2014  | 7 200 / 7 200 | $254 393 |
| 10 december 2014 | 7 200 / 7 200 | $254 393 |
| 11 december 2014 | 7 200 / 7 200 | $254 393 |
| 12 december 2014 | 7 200 / 7 200 | $254 393 |
| 13 december 2014 | 7 200 / 7 200 | $254 393 |
| 17 december 2014 | 2 400 / 2 400 | $118 141 |
| 18 december 2014 | 2 400 / 2 400 | $118 141 |
| 19 december 2014 | 2 400 / 2 400 | $118 141 |
| 20 december 2014 | 2 400 / 2 400 | $118 141 |